# Торрилья
Торрилья (итал. Torriglia) — коммуна в Италии, располагается в регионе Лигурия, в провинции Генуя.
Население составляет 2412 человека (2008 г.), плотность населения составляет 40 чел./км². Занимает площадь 60 км². Почтовый индекс — 16029. Телефонный код — 010.
Покровительницей коммуны почитается Пресвятая Богородица (Nostra Signora della Divina Provvidenza), празднование в последнее воскресение августа.

## Демография
Динамика населения:

## Администрация коммуны
- Официальный сайт: http://www.comune.torriglia.ge.it/